# 甘哈什洛沙國家公園
32°30′20″N 35°26′52″E / 32.50556°N 35.44778°E

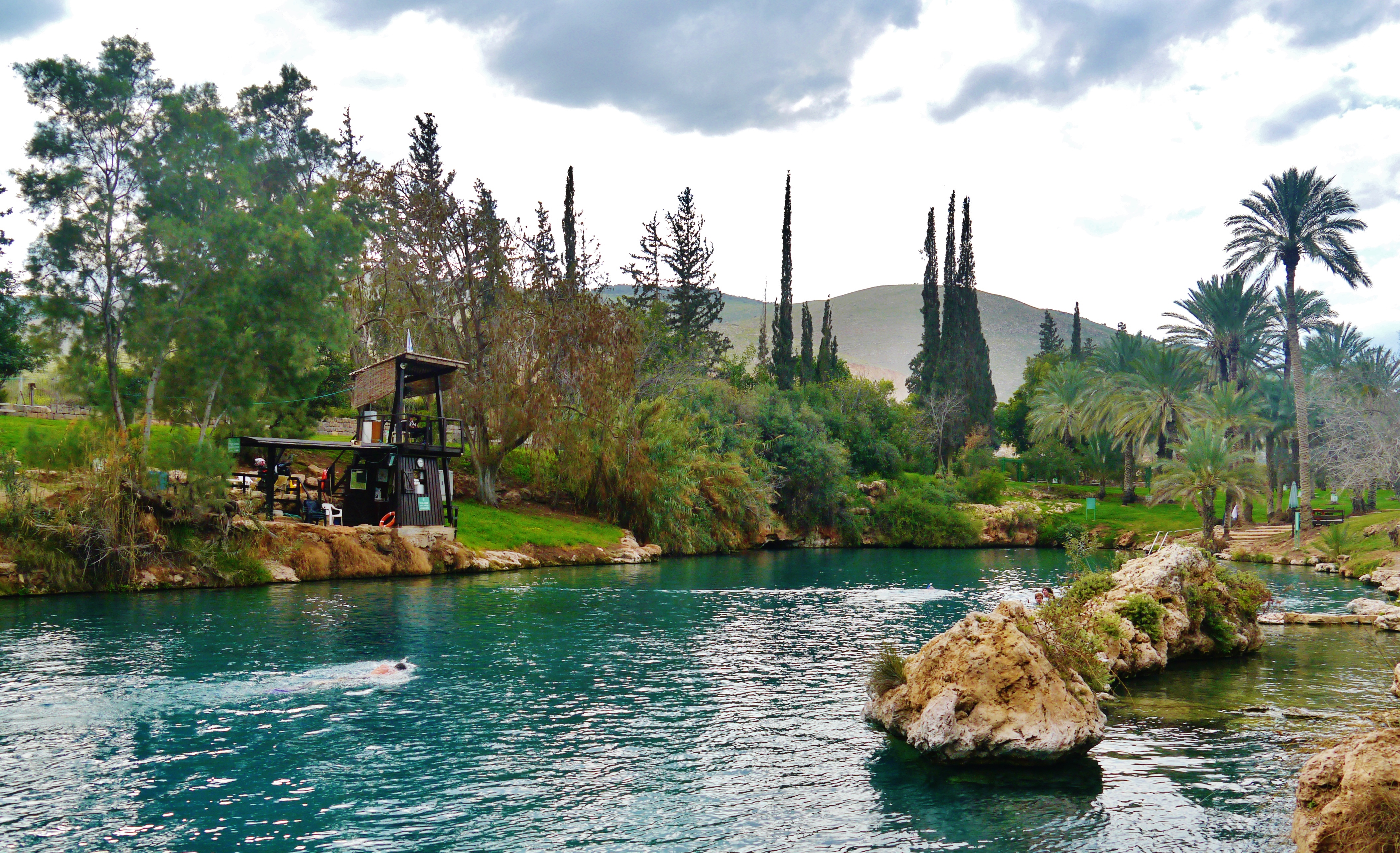

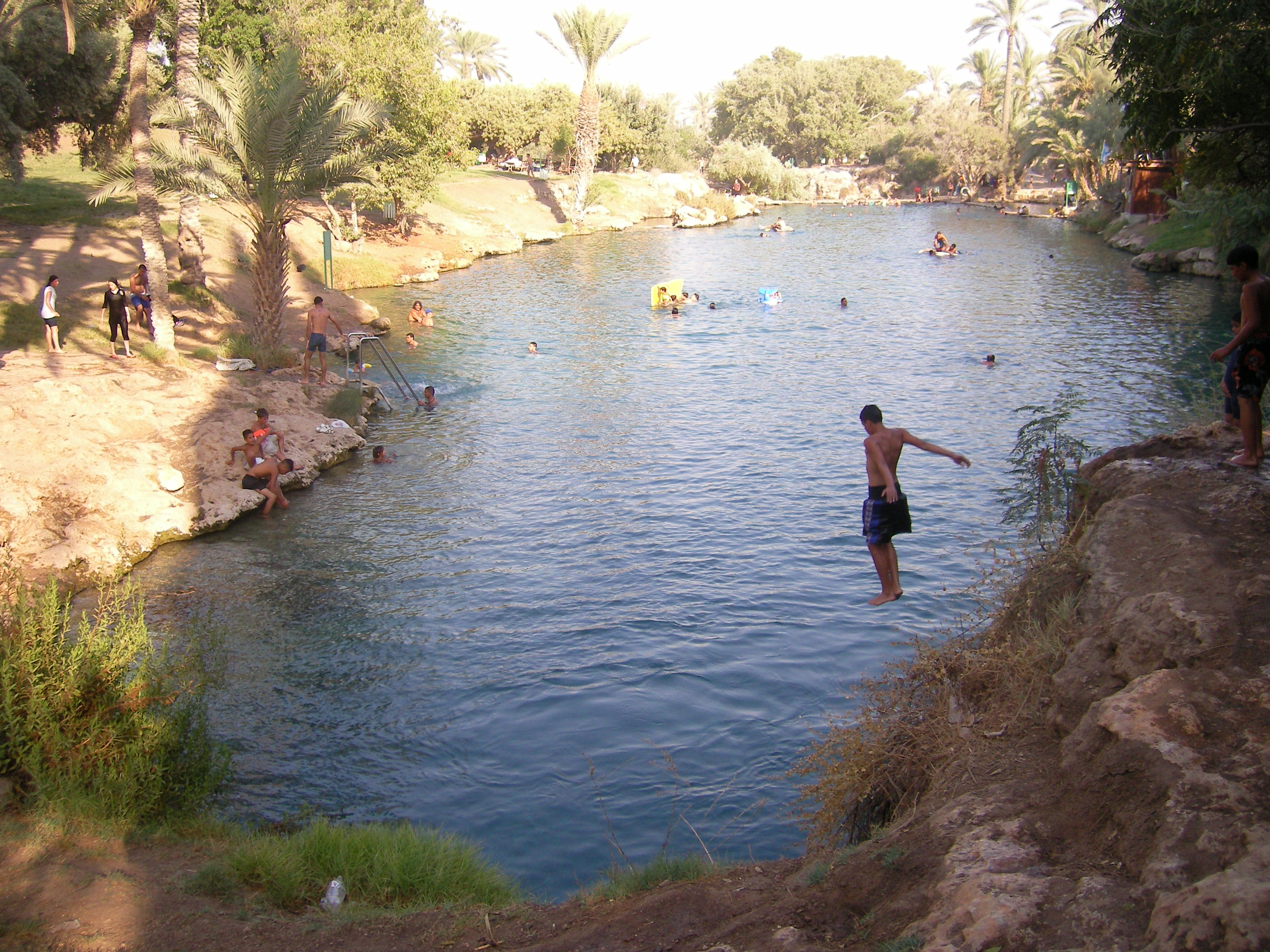

甘哈什洛沙國家公園是以色列的國家公園，處於基利波北側，鄰近貝特謝安，成立於1953年，《時代》雜誌評選該公園為該國最美麗的地方，也是世界上二十個最異國風情的地方之一。